# Bruce Buck

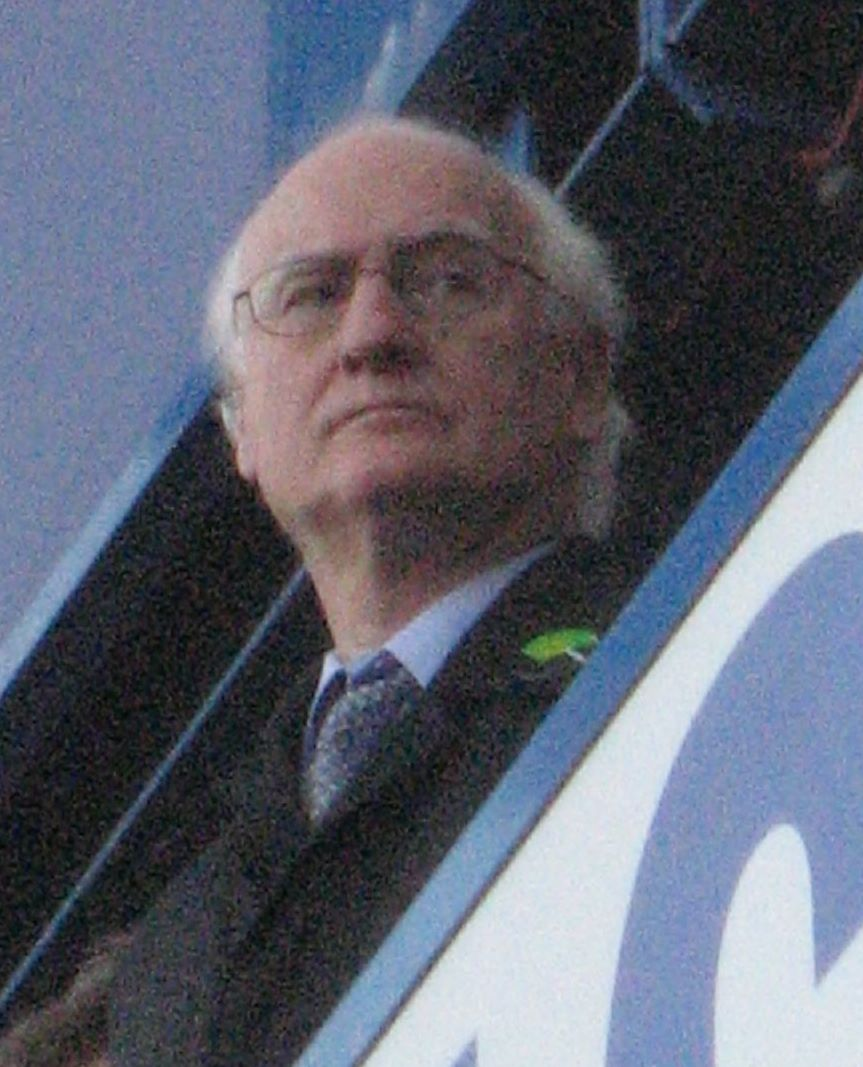
Bruce Buck in Stamford Bridge

Bruce M. Buck (New York, 1946) is een Amerikaans ondernemer en tevens voorzitter van de Engelse voetbalclub Chelsea FC. Buck is werkzaam bij de Britse vestiging van het Amerikaanse advocatenkantoor Skadden, Arps, Slate, Meagher & Flom.
De Amerikaan is naar eigen zeggen al sinds 1980 fan van Chelsea en heeft sinds 1990 een vaste plaats in Stamford Bridge. Een van Bucks belangrijkste klanten is Gazprom neft, dat tot 2006 in handen was van Roman Abramovitsj, eigenaar van Chelsea FC. Bruce heeft drie zonen.